# Hertog van Sevilla

Het wapen van de huidige Hertog van Sevilla. Bourbon-Anjou (rode schildzoom en drie lelies) gekwartileerd met het groene Kruis van de Orde van Sint-Lazarus. Om het schild hangt een keten van deze orde.

Het Hertogdom Seville werd in 1823 ingesteld door 1823 Ferdinand VII van Spanje ten behoeve van zijn neef Infante Enrique. De hertogen zijn Grande der Ie Klasse van Spanje.
De vijfde hertog was Don Francisco de Borbón y Escasany, die overleed in 2025. De beoogde opvolger is Doña Olivia (Olivia Enriqueta María Josefa de Borbón y Hardenberg)

## Hertogen van Sevilla
|                              | Titel                          | Period                       |
| Gecreëerd door Ferdinand VII | Gecreëerd door Ferdinand VII   | Gecreëerd door Ferdinand VII |
| ---------------------------- | ------------------------------ | ---------------------------- |
| I                            | Infante Enrique                | 1823–1870                    |
| II                           | Enrique de Borbón y Castellví  | 1870–1894                    |
| III                          | María Luisa de Borbón y Parade | 1894–1919                    |
| IV                           | Enriqueta de Borbón y Parade   | 1919–1968                    |
| V                            | Francisco de Borbón y Escasany | 1968–2025                    |

## Bron
- Juan Martina Torres, The History of Spanish Nobility, 1500–present (Madrid 2009), for the: Universidad Complutense de Madrid (UCM) (translated title)